# Catherine Florent
Pour les articles homonymes, voir Florent.
Catherine Florent est une actrice québécoise née en 1973. Elle est la sœur d'Hélène Florent.

## Filmographie
- 2001 : Fred-dy (série télévisée) : Sophie Roberge
- 2001 : Rebelles (Lost and Delirious) de Léa Pool : adversaire d'escrime de Paulie
- 2001 : Nuit de noces d'Émile Gaudreault : Lara
- 2002 : Lance et compte : Nouvelle Génération (série télévisée) : Nathalie Renault
- 2002 : Caméra Café (série télévisée) : Jeanne Coulombe
- 2002 : Station Nord : Bianca la fée
- 2003 : L'Auberge du chien noir (série télévisée) : Rachel Léger
- 2003 : Sur le seuil : Jeanne Marcoux
- 2004 : Lance et compte : La Reconquête (série télévisée) : Nathalie Renault
- 2005 : La Dernière Incarnation : Mirah
- 2006 : Lance et compte : La Revanche (série télévisée) : Nathalie Renault